# Ernst F. van de Sande Bakhuyzen

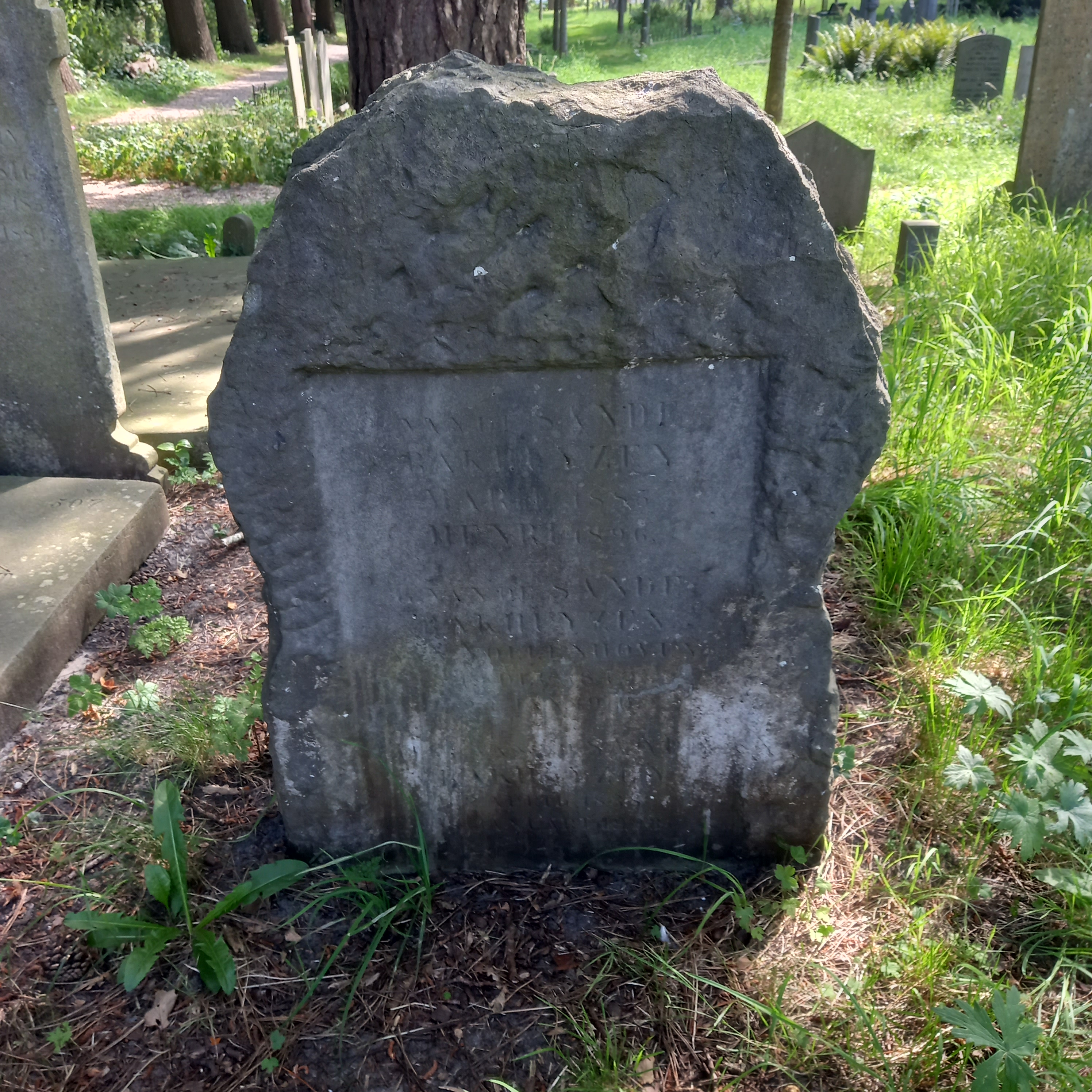
Het graf van Ernst Frederik van de Sande Bakhuyzen op Begraafplaats Groenesteeg te Leiden

Ernst Frederik van de Sande Bakhuyzen (Den Haag, 8 januari 1848 - Leiden, 3 maart 1918) was een Nederlandse astronoom en directeur van de Sterrewacht Leiden. Hij was een jongere broer van Hendricus Gerardus van de Sande Bakhuyzen.

## Levensloop
In 1866 begon van de Sande Bakhuyzen met een studie tot werktuigkundig ingenieur aan de Polytechnische School te Delft, maar hij trok in 1870 naar Leiden. Frederik Kaiser benoemde hem in 1871 tot observator aan de Sterrewacht. Zijn broer Hendricus Gerardus van de Sande Bakhuyzen volgde in 1872 Kaiser op als directeur van de Sterrewacht. 
In 1874 nam Ernst Frederik deel aan een expeditie naar Réunion van onder andere Jean Abraham Chrétien Oudemans om te proberen een Venusovergang waar te nemen. Hij promoveerde in 1879 aan de Universiteit Leiden bij zijn broer op het proefschrift met de titel Bepaling van de helling der ecliptica, uit waarnemingen verricht aan de sterrenwacht te Leiden. In 1900 werd Ernst Frederik benoemd tot lector.
In zijn werk concentreerde van de Sande Bakhuyzen zich evenals zijn broer op de nauwkeurigheid van en mogelijke fouten in metingen met onder andere de meridiaankijker in plaats van nieuwe instrumenten en studiemogelijkheden te ontwikkelen. Hierdoor werden vele metingen nooit gepubliceerd en er gebeurde niet veel in het instituut
Na het overlijden van zijn broer in 1908 volgde hij hem op als directeur van de Sterrewacht (nadat Jacobus Cornelius Kapteyn een aanbod daartoe afgeslagen had) en werd hij benoemd tot buitengewoon hoogleraar, terwijl Willem de Sitter benoemd werd tot hoogleraar. Na zijn dood in 1918 volgde Willem de Sitter Ernst Frederik op als directeur van de Sterrewacht.